# Antonio Balboa Rico
Antonio Balboa Rico es un ciclista español, profesional desde el año 1986 hasta el año 1990 en los equipos Kas (1986-1987) Kelme (1988-1989) y Tulip (1990). Su paso al profesionalismo vino precedida por una exitosa carrera en las categorías juvenil y amateur.

## Trayectoria ciclista aficionado

### Categoría Alevín[1]

#### Año 1976
Sociedad Ciclista Valentín Uriona
| Carrera     | Categoría | Puesto |
| ----------- | --------- | ------ |
| Somorrostro | General   | 1º     |

### Categoría Infantil[1]

#### Año 1977
Sociedad Ciclista Valentín Uriona
| Carrera                               | Categoría | Puesto |
| ------------------------------------- | --------- | ------ |
| Campeonato Interescolar de Txurdinaga | General   | 1º     |

#### Año 1978
Sociedad Ciclista Valentín Uriona
| Carrera                   | Categoría | Puesto |
| ------------------------- | --------- | ------ |
| Euskadiko Jokoak (Mungia) | General   | 2º     |

### Categoría Cadete[1]

#### Año 1979
Sociedad Ciclista Valentín Uriona
| Carrera                               | Categoría | Puesto |
| ------------------------------------- | --------- | ------ |
| Campeonato de Ciclo-Cross de Ortuella | General   | 1º     |
| Campeonato de Ciclo-Cross de Trapaga  | General   | 1º     |
| Euskadiko Txapelketa (Zalla)          | General   | 6º     |

#### Año 1980
Sociedad Ciclista Valentín Uriona
| Carrera                          | Categoría | Puesto |
| -------------------------------- | --------- | ------ |
| Bizkaiko Txapelketa Ciclo-Cross  | General   | 1º     |
| Bizkaiko Challengea Ciclo-Cross  | General   | 1º     |
| Euskadiko Txapelketa Ciclo-Cross | General   | 1º     |

Miramar-Gorliz
| Carrera                       | Categoría | Puesto |
| ----------------------------- | --------- | ------ |
| Bizkaiko Txapelketa (Elorrio) | General   | 1º     |
| Bizkaiko Txapelketa (Elorrio) | Línea     | 1º     |
| Bizkaiko Txapelketa (Elorrio) | Epb       | 1º     |

### Categoría Juvenil[1]

#### Año 1981
Sociedad Ciclista Valentín Uriona
| Carrera                                 | Categoría | Puesto |
| --------------------------------------- | --------- | ------ |
| Bizkaiko Txapelketa                     | General   | 1º     |
| Bizkaiko Challengea                     | Línea     | 1º     |
| Euskadiko Txapelketa                    | Epb       | 4º     |
| La Magdalena                            | General   | 8º     |
| Txurdinaga                              | General   | 1º     |
| Laukiz                                  | General   | 1º     |
| Galdakao                                | General   | 1º     |
| Campeonato de España                    | Equipos   | 2º     |
| Ceánuri Ciclo-Cross                     | General   | 1º     |
| Igorre Ciclo-Cross                      | General   | 1º     |
| Aretxabaleta Ciclo-Cross                | General   | 1º     |
| Gorozika Ciclo-Cross                    | General   | 1º     |
| Txurdinaga Ciclo-Cross                  | General   | 1º     |
| Bizkaiko Txapelketa Ciclo-Cross (Ermua) | General   | 1º     |

#### Año 1982
| Carrera                             | Categoría  | Puesto |
| ----------------------------------- | ---------- | ------ |
| Campeonato de España de Ciclo-Cross | General    | 1º     |
|                                     | General    | 1º     |
| Manresa Ciclo-Cross                 | General    | 1º     |
| Usúrbil Ciclo-Cross                 | General    | 1º     |
| Trapagaran Ciclo-Cross              | General    | 1º     |
| Galdakao Elexalde Ciclo-Cross ]     | General    | 1º     |
| Trapagaran                          | General    | 1º     |
| Bizkaiko Txapelketa (Mungia)        | General    | 1º     |
| Allendelagua                        | General    | 1º     |
| Bermeo                              | Puntuación | 1º     |
| Bermeo                              | Fondo      | 1º     |
| Gordexola                           | General    | 1º     |
| Andraka                             | General    | 1º     |

### Categoría Aficionado-Elite

#### Año 1985
Su mayor logro este año de 1985 pudo ser el título de Campeón de España de fondo en ruta en Aficionados justo antes de pasar a profesionales. Ganó, llegando primero a Espinosa de los Monteros. Burgos. Salieron 248 corredores. Estableció a la vez un nuevo récord terminando los 185 km, a una media superior a los 40 km/h
Adjunto la noticia tal como fue publicada en el diario El Correo Español El Pueblo Vasco
Kas-Mavic-Tag-Heuer
| Carrera                                       | Categoría   | Puesto |
| --------------------------------------------- | ----------- | ------ |
| Campeonato de España de fondo en ruta. Burgos | General     | 1°     |
| Critérium de Guecho                           | General     | 1°     |
| Clásica de Estella                            | General     | 1º     |
| Clásica de Logroño                            | General     | 1º     |
| Clásica de Zarauz                             | General     | 1º     |
| Vuelta a Navarra                              | Regularidad | 2º     |
| Campeonato de Bizkaia                         | General     | 2º     |
| Subida a Borla-Mondragón                      | General     | 2º     |
| Ermua                                         | General     | 2º     |
| Lesaka                                        | General     | 2º     |
| Memorial Valenciaga                           | General     | 2º     |
| Memorial Langarica                            | General     | 3º     |
| Memorial J.M. Anza                            | General     | 3º     |
| Trofeo Pedro Herrero de Morazarzal            | General     | 3º     |
| Clásica del Corte Inglés                      | General     | 3º     |
| Clásica de Segura                             | General     | 3º     |
| Clásica de Tolosa                             | General     | 3º     |
| Clásica de Bergara                            | General     | 3º     |
| Campeonato de España contrarreloj por equipos | General     | 3º     |
| Soria                                         | General     | 3º     |
| Clásica de la Sierra de Guadarrama            | General     | 3º     |
| París                                         | General     | 3º     |
| Zaldibia                                      | General     | 4º     |
| Burgos                                        | General     | 4º     |
| Salvatierra                                   | General     | 4º     |
| Ciclo-Cross Algorta                           | General     | 4º     |
| Ciclo-Cross Yurre                             | General     | 11º    |
| Campeonato del mundo (Italia)                 | General     | 82.º   |

| Otras carreras en las que participó  |
| ------------------------------------ |
| Campeonato de Ciclo–Cross de Bizkaia |
| Vuelta a Murcia                      |
| Bizkaiko Bira                        |
| Semana Vergamasca (Italia)           |
| El Girino (Italia)                   |
| Las Tres Regiones (Italia)           |
| La Carrera De La Paz con (Rusia)     |
| Vuelta a la Plana Baixa - 3ª Etapa   |
| Vuelta a la Plana Baixa - 4ª Etapa   |

## Trayectoria ciclista profesional

### Categoría Profesional/Elite(UCI)

#### Año 1986
Equipo KAS - (Mejor equipo del año)
| Carrera                        | Categoría | Puesto |
| ------------------------------ | --------- | ------ |
| Vuelta Ciclista al País Vasco  | Equipos   | 1º     |
| Setmana Catalana               | Equipos   | 1º     |
| Vuelta Ciclista a Andalucía    | Equipos   | 1º     |
| Soria (Trofeo Castilla y León) | General   | 8º     |
| Subida a Urkiola               | General   | 2º     |
| Ruta del Sol                   | General   | 36º    |
| Vuelta a Aragón                | General   | 54.º   |
| Setmana Catalana               | General   | 63.º   |
| Ruta del Sol                   | General   | 72.º   |
| Vuelta Ciclista al País Vasco  | General   | 80.º   |

#### Año 1987
Equipo KAS - (Mejor equipo del año)
| Carrera                             | Categoría | Puesto |
| ----------------------------------- | --------- | ------ |
| Vuelta a la Rioja                   | 4ª Etapa  | 1º     |
| Vuelta Ciclista al País Vasco       | Equipos   | 1º     |
| Vuelta a la Comunidad Valenciana    | Equipos   | 1º     |
| Circuito de Guecho                  | General   | 2º     |
| Clásica de Zizurkil                 | General   | 3º     |
|                                     | General   | 3º     |
| Trofeo Ciudad de Toledo             | General   | 6º     |
| Zaragoza - Sabiñánigo               | General   | 7º     |
| Vuelta al Camp de Morvedre          | General   | 8º     |
| Palencia (Trofeo Castilla y León)   | General   | 9º     |
| Valladolid (Trofeo Castilla y León) | General   | 11º    |
| Vuelta a Cantabria                  | General   | 54.º   |
| Vuelta a la Rioja                   | General   | 55.º   |
| Vuelta a la Comunidad Valenciana    | General   | 56.º   |
| Vuelta a Murcia                     | General   | 60.º   |
| Vuelta a Andalucía                  | General   | 66.º   |

#### Año 1988
Equipo Kelme 
| Carrera                  | Categoría | Puesto |
| ------------------------ | --------- | ------ |
| Critérium de Durango     | General   | 2º     |
| Gran Premio de Albacete  | General   | 3º     |
| Vuelta a la Rioja        | General   | 8º     |
| Vuelta a Cantabria       | General   | 59.º   |
| Clásica de San Sebastián | General   | 60.º   |
| Vuelta a Burgos          | General   | 61.º   |
| Vuelta a Andalucía       | General   | 93.º   |
| Vuelta a Murcia          | General   | 94.º   |
| Comunidad Valenciana     | General   | 95.º   |

#### Año 1989
Equipo Kelme-Varta
| Carrera                     | Categoría      | Puesto |
| --------------------------- | -------------- | ------ |
| Vuelta a Tres Cantos        | Metas Volantes | 1º     |
| Vuelta a los Valles Mineros | General        | 36º    |
| Vuelta a Andalucía          | General        | 42.º   |
| Vuelta a Burgos             | General        | 67.º   |
| Vuelta a Tres Cantos        | General        | 75.º   |

#### Año 1990
Equipo Tulip Computers
| Carrera                                | Categoría   | Puesto |
| -------------------------------------- | ----------- | ------ |
| Setmana Catalana                       | Combinada   | 1º     |
| Critérium de Basauri                   | Eliminación | 1º     |
| Critérium de Basauri                   | General     | 3º     |
| Critérium Foral de Navarra             | General     | 10º    |
| Hucha de Oro                           | General     | 10º    |
| Gran Premio Ciudad de Albacete         | General     | 25º    |
| Vuelta a la Rioja                      | General     | 40.º   |
| Trofeo Luis Puig                       | General     | 45.º   |
| Gran Premio Comunidad Foral De Navarra | General     | 45.º   |
| Gran Premio Llodio                     | General     | 61.º   |
| Vuelta a Andalucía                     | General     | 61.º   |
| Vuelta a Aragón                        | General     | 65.º   |
| Semana Cataluña                        | General     | 67.º   |

## Trayectoria como Director deportivo
| Año                                                    | Equipo                                                               |
| ------------------------------------------------------ | -------------------------------------------------------------------- |
| 1996                                                   | Elite Ugeraga                                                        |
| 2001                                                   | Técnico Nacional AUTASA – MARKAIDA-UGERAGA S.D                       |
| 2002                                                   | Técnico Nacional AUTASA-MARKAIDA-UGERAGA S.D                         |
| 2003                                                   | Técnico Nacional AUTASA-RENAULT-GALDAKAO-ZAMAKOA                     |
| 2004                                                   | Técnico Nacional AUTASA-RENAULT-KARRANTZA                            |
| 2008                                                   | Seleccionador para el Campeonato de España de Contrarreloj 10ºpuesto |
| Campeonato de España en línea 3º y 6º y 2º por equipos |                                                                      |